# Ејвон (Јужна Дакота)
Ејвон (енгл. Avon) град је у америчкој савезној држави Јужна Дакота.

## Демографија
По попису из 2010. године број становника је 590, што је 29 (5,2%) становника више него 2000. године.
| Група             | 2000.       | 2010.       |
| Белци             | 548 (97,7%) | 555 (94,1%) |
| Афроамериканци    | 0 (0,0%)    | 0 (0,0%)    |
| Азијати           | 0 (0,0%)    | 1 (0,2%)    |
| Хиспаноамериканци | 2 (0,4%)    | 12 (2,0%)   |
| Укупно            | 561         | 590         |